# Municipio de Siquinalá
Municipio de Siquinalá är en kommun i Guatemala.   Den ligger i departementet Departamento de Escuintla, i den sydvästra delen av landet, 60 km sydväst om huvudstaden Guatemala City.